# Rīvash
Rīvash (persiska: ریوش, Rivūsh) är en ort i Iran.   Den ligger i provinsen Khorasan, i den nordöstra delen av landet, 600 km öster om huvudstaden Teheran. Rīvash ligger 1 675 meter över havet och antalet invånare är 4 610.
Terrängen runt Rīvash är huvudsakligen kuperad, men den allra närmaste omgivningen är platt. Rīvash ligger nere i en dal som går i öst-västlig riktning. Runt Rīvash är det glesbefolkat, med 19 invånare per kvadratkilometer. Rīvash är det största samhället i trakten. Omgivningarna runt Rīvash är i huvudsak ett öppet busklandskap.